# Fußball in Syrien
Fußball ist in Syrien Nationalsport und wird vom Syrisch Arabischen Fußballverband organisiert. Als größte Erfolge auf internationaler Ebene gelten der Gewinn des AFC Cup durch den Militärsportklub al-Dschaisch aus Damaskus im November 2004 sowie die Siege des Nationalteams bei den Panarabischen Spielen 1957, den Mittelmeerspielen 1987 und der Westasienmeisterschaft 2012.

## Syrische Nationalmannschaft
Die syrische Nationalmannschaft konnte sich noch nie für eine Fußball-Weltmeisterschaft qualifizieren. Die Jugendauswahl nahm dreimal (1989, 1995 und 2005) am FIFA Youth World Cup teil und erreichte 2005 das Achtelfinale. Die U-17-Auswahl des Landes qualifizierte sich 2007 für die Weltmeisterschaft in dieser Altersklasse und gelang ebenfalls ins Achtelfinale.
Neben der A-Nationalmannschaft der Herren und verschiedenen Jugendmannschaften gibt es auch eine Frauen-Nationalmannschaft, die allerdings nicht der FIFA angehört.

## Syrische Klubs in den Vereinswettbewerben
Am 27. November 2004 gewann al-Dschaisch den AFC Cup, der dem europäischen UEFA-Pokal ähnlich ist. al-Dschaisch war der erste syrische Klub, der auf kontinentaler Ebene einen Titel gewann. Der Finalgegner war al-Wahda, sodass sich zwei syrische Vereine im Finale gegenüberstanden. Beide Spiele fanden im al-Abbasiyin-Stadion statt. Im Hinspiel, in dem al-Wahda offiziell Heimrecht hatte, gewann al-Dschaisch mit 3:2; das Rückspiel endete 1:0 für al-Wahda. Dadurch, dass das erste Spiel als Auswärtsspiel für al-Dschaisch gewertet wurde, entschied der Rekordmeister aufgrund der Auswärtstorregel die „Schlacht um Damaskus“ für sich. Beide Vereine nahmen 2005 an der AFC Champions League teil.
Im „Arab Club Champions Cup“ und dem „Arab Cup Winner’s Cup“, den Vorläufern der Arabischen Champions League, erreichte al-Dschaisch zwischen 1998 und 2000 in beiden Wettbewerben je zweimal das Finale, verlor jedoch alle vier Male.
In der asiatischen Champions League (AFC Champions League) erreichte al-Karama 2005/06 den zweiten Platz. Im Finale unterlag die Mannschaft Jeonbuk Motors aus Südkorea (0:2 in Korea, 2:1 in Syrien). 2009 erreichte al-Karama des AFC Cups, verlor jedoch mit 1:2 gegen al-Kuwait Kaifan.

## Frauenfußball
Fußball war in Syrien lange eine Männerdomäne, sodass es lange weder eine organisierte Frauenliga noch einen organisierten Pokalwettbewerb gab, doch seit Jahren gibt es regelmäßige (inoffizielle) Turniere von Frauenmannschaften. Seit Ende Juli 2006 wird die erste offizielle syrische Frauen-Fußballmeisterschaft in Form einer Liga mit 7 Mannschaften ausgetragen. Zudem gibt es eine Frauennationalmannschaft, die allerdings noch keine offiziellen Länderspiele auf FIFA-Ebene bestritt.